# Corte de Apelações dos Estados Unidos para o Circuito do Distrito de Colúmbia
A Corte de Apelações dos Estados Unidos para o Circuito do Distrito de Colúmbia (D.C. Cir.) é uma das treze Cortes de apelações dos Estados Unidos. Tem a menor jurisdição geográfica de qualquer um dos tribunais de apelação federais do país e cobre apenas um tribunal distrital: o Tribunal Distrital para o Distrito de Colúmbia. Sua sede está localizada no Judiciary Square, em Washington, D.C..
Sua proeminência e o prestígio entre os tribunais norte-americanos é superada apenas pela da Suprema Corte, eis que possui jurisdição sobre processos referentes ao Congresso e muitas agências governamentais federais. É, portanto, o principal tribunal de apelação para muitas questões que versam sobre direito administrativo e direito constitucional. Ademais, dos atuais nove juízes associados da Suprema Corte, quatro foram membros da corte: o chefe de Justiça John Roberts e os magistrados Clarence Thomas, Ruth Bader Ginsburg e Brett Kavanaugh.
Como a corte não representa nenhum estado, a confirmação de seus juízes pelo Senado costuma ser mais fácil do que para as demais cortes de apelações, visto que os senadores historicamente possuem o poder de reter a confirmação de indicados para tribunais federais de seus estados. Atualmente, o Circuito de D.C. conta com 12 juízes, além de outros seis juízes seniores. Destes, quatro foram indicados pelo presidente Barack Obama, três por Donald Trump, três por Bill Clinton, um por George W. Bush e um por George H. W. Bush. Desde fevereiro de 2020, Sri Srinivasan é o chefe de Justiça.